# Serbische Badmintonmeisterschaft 2014
Die Serbische Badmintonmeisterschaft 2014 fand vom 3. bis zum 4. Mai 2014 in Novi Sad statt.

## Medaillengewinner
| Disziplin    | Gold                             | Silber                          | Bronze                                |
| ------------ | -------------------------------- | ------------------------------- | ------------------------------------- |
| Herreneinzel | Igor Bjelan                      | Nikola Arsić                    | Dragoslav Petrović                    |
| Herreneinzel | Igor Bjelan                      | Nikola Arsić                    | Ilija Pavlović                        |
| Dameneinzel  | Milica Simić                     | Lena Janić                      | Bojana Jovanović                      |
| Dameneinzel  | Milica Simić                     | Lena Janić                      | Anja Janić                            |
| Herrendoppel | Miodrag Kaličanin Borko Petrović | Nikola Arsić Dragoslav Petrović | Igor Bjelan Ilija Pavlović            |
| Herrendoppel | Miodrag Kaličanin Borko Petrović | Nikola Arsić Dragoslav Petrović | Andrija Doder Nemanja Stanimirović    |
| Damendoppel  | Bojana Jovanović Milica Simić    | Nataša Pavlović Marija Sudimac  | Marija Bulatović Andona Milovanović   |
| Damendoppel  | Bojana Jovanović Milica Simić    | Nataša Pavlović Marija Sudimac  | Anja Janić Lena Janić                 |
| Mixed        | Ilija Pavlović Milica Simić      | Borko Petrović Anja Janić       | Nemanja Stanimirović Bojana Jovanović |
| Mixed        | Ilija Pavlović Milica Simić      | Borko Petrović Anja Janić       | Miodrag Kaličanin Nataša Pavlović     |